# ییژینا کادلتسووا
ییژینا کادلکووا (چکی: Jiřina Kadlecová؛ زادهٔ ۱ ژوئن ۱۹۴۸ ) بازیکن سابق هاکی روی چمن اهل جمهوری چک است که در بازی‌های المپیک تابستانی ۱۹۸۰ شرکت کرد .  قد او ۱۶۰ سانتی‌متر (۵ فوت و ۳ اینچ) و وزنش ۱۲۳ پوند (۱۲۳ پوند) است.